# Story of a Punch and Judy Show
Story of a Punch and Judy Show è un cortometraggio muto del 1915 diretto e interpretato da Warwick Buckland.

## Trama
Un ragazzo aiuta il padre malato a dare uno spettacolo di burattini per una giovane invalida.

## Produzione
Il film fu prodotto dalla Venus Films Productions, una piccola compagnia indipendente creata nel 1915 e che ha nel suo catalogo solo cinque titoli.

## Distribuzione
Distribuito dalla Davison Film Sales Agency (DFSA)  e dalla Lloyd British, il film - un cortometraggio in due rulli- uscì nelle sale cinematografiche britanniche nel maggio 1915.